# Кубок сезона 1981
Кубок сезона СССР по футболу 1981 года — 2-й розыгрыш Кубка сезона СССР, который состоялся 17 марта 1981 года, на стадионе «Локомотив» в Симферополе. В матче встретились чемпион СССР 1980 года киевское «Динамо» и обладатель кубка СССР — донецкий «Шахтёр».
Ранее ни один из клубов Кубок сезона не выигрывал. В предыдущем, первом розыгрыше этого трофея, в 1977 году, киевское «Динамо» уступило московскому.
Победу в матче, в серии пенальти одержала киевская команда. Основное время закончилось со счётом 1:1. В составе «Динамо» гол забил Александр Бойко, а за «горняков» отличился Сергей Кравченко. Послематчевые пенальти закончились со счётом 5:4. Первый же удар Виталия Старухина парировал Юрий Роменский. Этот пенальти так и остался единственным нереализованным

## Отчёт о матче
| «Динамо»                                        | 1 — 1 (доп. вр.) | «Шахтёр»                                                   |
| ----------------------------------------------- | ---------------- | ---------------------------------------------------------- |
| Бойко 41′                                       | отчёт            | 52′ Кравченко                                              |
| Пенальти                                        |                  |                                                            |
| Юрчишин · Блохин · Бессонов · Балтача · Коньков | 5:4              | Старухин · Соколовский · Бондаренко · Горбунов · Кравченко |

| «Динамо»:           |  |                     |     |
|                     |  |                     |     |
| ВР                  |  | Юрий Роменский      |     |
| ПЗ                  |  | Анатолий Коньков    |     |
| ЗЩ                  |  | Сергей Балтача      |     |
| ЗЩ                  |  | Андрей Баль         |     |
| ПЗ                  |  | Владимир Бессонов   |     |
| ЗЩ                  |  | Владимир Лозинский  |     |
| ПЗ                  |  | Леонид Буряк        | 52' |
| ПЗ                  |  | Александр Хапсалис  | 55' |
| ЗЩ                  |  | Александр Бойко     | 41′ |
| НП                  |  | Владимир Веремеев   | 70' |
| НП                  |  | Олег Блохин         |     |
| Замены:             |  |                     |     |
| ЗЩ                  |  | Анатолий Демьяненко | 52' |
| НП                  |  | Вадим Евтушенко     | 55' |
| ЗЩ                  |  | Степан Юрчишин      | 70' |
| Главный тренер:     |  |                     |     |
| Валерий Лобановский |  |                     |     |

| «Шахтёр»:       |  |                    |         |
|                 |  |                    |         |
| ВР              |  | Виктор Чанов       |         |
| ЗЩ              |  | Алексей Варнавский |         |
| ЗЩ              |  | Валерий Горбунов   |         |
| ЗЩ              |  | Виктор Кондратов   |         |
| ЗЩ              |  | Александр Сопко    |         |
| ПЗ              |  | Валерий Рудаков    | 46'     |
| НП              |  | Владимир Роговский |         |
| ПЗ              |  | Михаил Соколовский |         |
| НП              |  | Виталий Старухин   |         |
| ПЗ              |  | Валерий Гошкодеря  | 94'     |
| НП              |  | Виктор Грачёв      |         |
| Замены:         |  |                    |         |
| ПЗ              |  | Сергей Кравченко   | 46' 52′ |
| НП              |  | Юрий Бондаренко    | 94'     |
| Главный тренер: |  |                    |         |
| Виктор Носов    |  |                    |         |

| Судейская бригада - Ассистенты: - Виктор Глебов (Москва) - Алексей Спирин (Москва) | Регламент матча - 90 минут основного времени - 30 минут дополнительного времени, если по истечении основного времени счёт равный - Пенальти, если по истечении основного и дополнительного времени счёт равный - Семь игроков на замене. - Максимум 3 замены |

| Обладатель Кубка сезона 1981 |
| ---------------------------- |
| «Динамо» (Киев) 1-й титул    |